# Berlingske
 For alternative betydninger, se Berlingske (flertydig). (Se også artikler, som begynder med Berlingske)
Berlingske (oprindeligt Kjøbenhavnske Danske Post-Tidender og senere Berlingske Tidende) er Danmarks ældste eksisterende dagblad og en af verdens ældste aviser. Navnet Berlingske kommer fra grundlæggeren, bogtrykker Ernst Henrich Berling og hans familie, der i mange år ejede avisen.
Avisen udkom første gang 3. januar 1749, i begyndelsen to gange om ugen og fra 1841 kom den dagligt. Berlingske regnes traditionelt for at være en borgerlig-konservativ avis. Ad flere omgange har den været landets største avis.
Avisen fik sit nuværende navn i forbindelse med en større omlægning af avisen 26. januar 2011, hvor Tidende blev fjernet fra avistitlen.
Avisen indgår i mediegruppen Berlingske Media, som siden 2024 ejes af den norske mediekoncern Amedia.

## Historie

### Oprindelse
Berlingske udspringer af publikationen Extraordinaire Relationer, som bogtrykkeren Joachim Wielandt grundlagde i 1721. Efter hans død solgte hans enke i 1748 udgivelsesprivilegiet til bogtrykker Ernst Henrich Berling, der var født i Mecklenburg, men i 1731 indvandret til Danmark. Han fik fra 1749 tilladelse til at trykke "de Aviser, danske, tyske, franske og lærde og dertil hørende Notifikationer", som fru Wielandt tidligere havde udgivet.
Fra 3. januar 1749 udgav Berling derpå avisen Kjøbenhavnske Danske Post-Tidender, der til at starte med udkom to gange om ugen. Frem til henholdsvis 1776 og 1797 blev avisen desuden udgivet i en parallel fransk og en tysk udgave under navnene Gazette de Copenhague og Kopenhagener Deutsche Post-Zeitungen. Først var avisen i oktavformat, men allerede det følgende år blev den udvidet til kvartformat som følge af de mange annoncer, og dette udseende bevarede avisen indtil 1808.
Udgivelsen af avisen blev et vendepunkt i den danske presses historie, fordi der her blev påbegyndt en regelmæssig avisudgivelse, og avisen brugte som noget nyt avisspalter og anvendte forskellige typer. Den bragte både mange nyheder og annoncer. Grundet en særlig kongelig tilladelse havde den også lov til at skrive udenlandske nyheder og fungerede desuden som såkaldt kundgørelsesblad for Sjælland. Det indebar, at retsgyldige meddelelser om forhold såsom dødsboer, auktioner m.m. indrykkedes i avisen. Disse forskellige forhold medførte, at Berlingske Tidende blev landets førende.
I 1750 døde Berling, men familien drev avisen videre, fra 1765 med adresse i Pilestræde i København. I 1808 blev avisen under navnet Danske Statstidende et officielt regeringsorgan, der blev redigeret af embedsmand i Udenrigsministeriet, Daniel Manthey. Redaktionelt stivnede avisen, og dens oplag, der i 1808 var på 6500 eksemplarer, faldt til mindre end en tredjedel heraf (1850) i 1828.
Fra 1827 blev bladet udgivet fire gange om ugen, og da familien Berling i 1831 fik lov til at købe det oprindelige privilegium tilbage og ændre avisens navn til Den til Forsendelse med de Kongelige Brevposter priviligerede Berlingske politiske og Avertissements-Tidende, begyndte avisen at udkomme seks dage om ugen. En ny redaktør, Mendel Levin Nathanson, blev ansat i 1838 og fik ved at satse på en alsidig nyhedsdækning oplaget til at stige igen. I perioden 1840-1860 var avisen med et oplag på mellem 8.000 og 9.000 igen landets største. Fra 1847 udkom den med to daglige udgaver, en morgen- og en aftenudgave. Den sidste levede i mange år som Berlingske Aftenavis, indtil den lukkede som dagblad i 1971, men videreførte sin weekendudgave under navnet Weekendavisen.

### Efter 1849
Politisk havde avisen fortsat i tiden efter Junigrundloven et nært forhold til regeringen. Derfor var den frem til 1854 konservativ og dernæst i det næste tiår moderat nationalliberal. Efter 1864 blev avisen organ for partiet Højre. Fra 1870'erne var avisen igen i en nedgangsperiode, både hvad antallet af abonnenter og den redaktionelle side angik. I 1901 stod avisen kun for en tiendedel af den samlede københavnerpresses oplag.
I 1903 begyndte regeringen at udgive avisen Statstidende, sådan at Berlingske Tidende mistede sit kundgørelsesprivilegium og dermed det officielle bånd til regeringen. Avisen fortsatte som en uafhængig konservativ avis med tilknytning til først Højre og siden Det Konservative Folkeparti. Fra 1913 blev Christian Gulmann chefredaktør. Han omlagde både redaktionen og produktionen og startede en opgangsperiode. Oplaget steg således fra 16.400 i 1913 til 29.600 i 1916. I 1936 skiftede avisen navn til Berlingske Tidende og fra 1941 var den igen landets største dagblad, indtil den i 1966 blev overhalet af sin egen middagsavis B.T.
I 1948 indførtes Redaktørerklæringen, som alle nyansatte redaktører i Det Berlingske Hus underskriver. Den benævnes ofte Berlingskes frihedsbrev og markerede, at avisen byggede på en konservativ grundholdning, men fremover var uafhængig af Det Konservative Folkeparti. Ifølge erklæringen "ledes de Berlingske blade i national og demokratisk ånd, i ærbødighed for kristendommen og i troskab mod fædreland og kongemagt. Bladenes grundsyn er konservativt. De er ikke og bør ikke være bunden af tilslutning til noget politisk parti. Redaktionen er i enhver henseende frit stillet under værdsættelsen af det offentlige livs foreteelser, idet mådehold iagttages og god tone overholdes, ligesom der kræves redelighed og alsidighed ved oplysning af læserne." Redaktørerklæringen gælder til i dag.

### 1970 til 2000
Fra omkring 1970 kom avisen ind i en nedgangstid. Oplaget faldt, og det vigtige annoncemarked svigtede.
I 1977 var der fra januar til 20./21. juni storkonflikt hvor avisen ikke udkom i 141 dage.
I 1982 var Berlingske Tidende i store økonomiske problemer, og efterkommerne af Ernst Henrich Berling måtte derfor give slip på ejerskabet af avisen. Redningen lykkedes ved et stort kapitalindskud på 160 mio. kr. fra især Mærsk Mc-Kinney Møller, og redningsmændene var – anført af Kristian Mogensen – Olav Grue, Ole Scherfig, Tage Andersen og Olav Engell.
Under chefredaktøren Peter Wivel udgav Berlingske Tidende i november 1999  en kulegravende artikelserie om Riffelsyndikatet, der solgte våben til tyskerne under 2. verdenskrig.
Firmaet var dengang ejet af A.P. Møller, og da den første artikel udkom, reagerede hans søn Mærsk Mc-Kinney Møller ved at sælge sine aktier. Det Berlingske Officin, der udgiver Berlingske Tidende, blev derefter i 2000 købt af den norske koncern Orkla Media.

### 2001 til nu
I juni 2006 blev Orkla Medias aktiviteter i bl.a. Danmark solgt til britiske Mecom Group der herefter ejede Berlingske, B.T., Weekendavisen, ErhvervsBladet, Berlingske Lokalaviser og gratisavisen Urban 100 procent. Desuden sad Mecom Group på 92 procent af aktierne i Århus Stiftstidende og var medejer af JydskeVestkysten, Kristeligt Dagblad, De Bergske Blade og Ritzaus Bureau. I forbindelse med overtagelsen skiftede Orkla Media navn til Edda Media.
Den 28. august 2006 blev avisens format ændret til tabloid.
I 2007 ophørte et samarbejde mellem Berlingske Tidende og Sjællandske Medier; allerede inden samarbejdets ophør oplevede Berlingske Tidende faldende oplagstal. Fra 2007 til 2014 faldt avisens oplagstal fra 124.000 til 76.000 på hverdage og fra 142.000 til 87.000 på søndage.
Som led i en større omlægning af avisen ændredes navnet 26. januar 2011 til Berlingske.
I 2014 solgte Mecom Group Berlingske Media til den belgiske medievirksomhed De Persgroep. I 2024 blev Berlingske Media solgt videre til den norske mediekoncern Amedia.

## Læsertal
Berlingskes læsertal var 179.000 i første halvår 2014.
I årene 2017-19 er Berlingskes læsertal faldet fra 152.000 til 141.000 personer.
Ifølge Kantar Gallup lå Berlingskes læsertal på 299.000 i perioden andet halvår af 2020 til første halvår af 2021. Berlingske mistede ca. 20.000 ugentlige læsere i perioden 2018 - 2020, meddeler Gallup.

## Chefredaktører
Denne liste er ufuldstændig; hjælp gerne med at udfylde den.
- 1821 - 1828: P.J. Knudsen
- 1834 - 1838: Albrecht Schønberg
- 1838 - 1858: M.L. Nathanson
- 1859 - ?: Hans Peter Holst
- 1861 - 1864: Heinrich Carl Ludvig Buchheister
- 1865 - 1866: M.L. Nathanson
- 1873 - 1896: Emil Manicus
- 1896 - 1899: Carl Rothe
- 1899 - 1902: Moritz Nathansen
- 1902 - 1913: Christian Blangstrup
- 1913 - 1934: Christian Gulmann (desuden Svenn Poulsen)
- 1934 - 1946: Svend Aage Lund (desuden Axel Moos, 1951-1967)
- 1946 - 1972: Terkel M. Terkelsen
- 1967 - 1970: Niels Nørlund (medlem af chefredaktionen 1962-85)
- 1970 - 1976: Laust Jensen
- 1970 - 1992: Aage Deleuran
- 1976 - 1982: Henning Fonsmark
- 1982 - 1996: Hans Dam
- 1996 - 1998: Anne E. Jensen (ansvarshavende)
- 1998 - 2001: Peter Wivel
- 2001 - 2002: Karsten Madsen
- 2002 - 2007: Niels Lunde
- ? - 2007: Elisabeth Rühne
- 2007 - 2015: Lisbeth Knudsen (ansvarshavende)
- 2015 - nu: Tom Jensen (ansvarshavende)
- 2018 - 2024: Mette Østergaard
- 2024 - nu: Pierre Collignon